# Robert Meyerheim

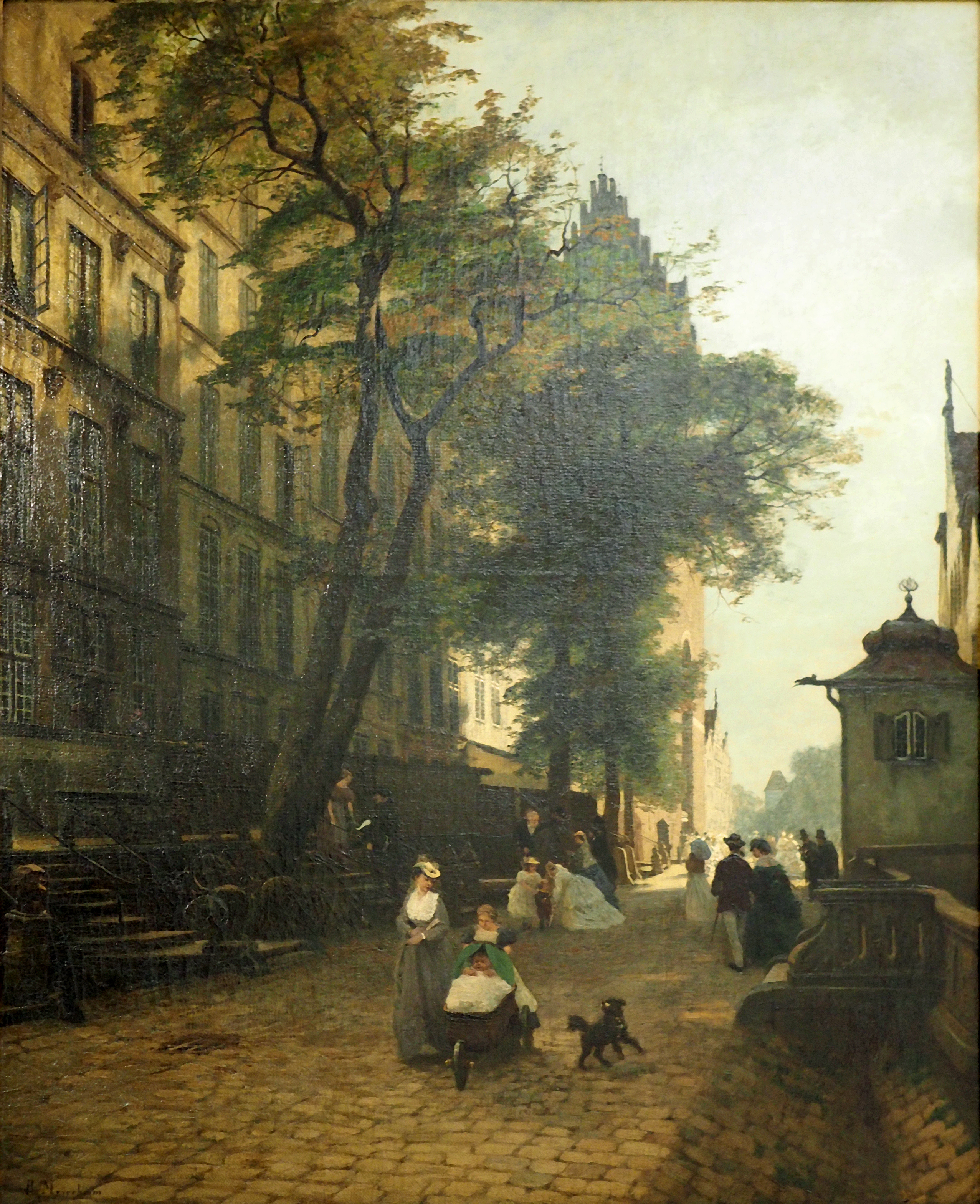
Poggenpfuhlstraße in Danzig, um 1870

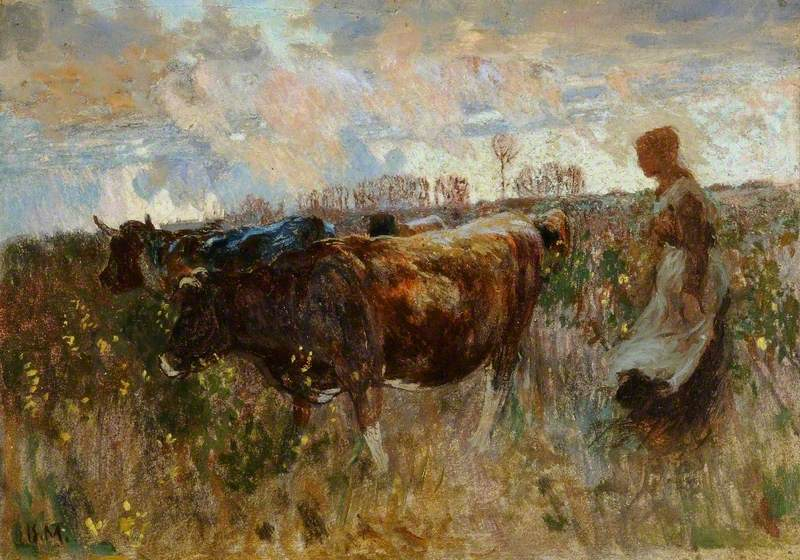
Eine Pastorale (A Pastoral), um 1875

Robert Gustav Meyerheim (* 1846 oder 1847 in Danzig; † 1920 in Horsham, West Sussex) war ein deutscher Landschafts-, Genre- und Miniaturmaler der Düsseldorfer Schule.

## Leben
Meyerheim war als Sohn des Danziger Malermeisters Gustav Adolf Meyerheim (1816–1894) ein Spross der bekannten Malerfamilie Meyerheim. Sein Großvater war der Danziger Dekorations- und Porträtmaler Karl Friedrich Meyerheim. Dessen weitere Söhne, also seine Onkel, waren der Genremaler Friedrich Eduard Meyerheim, der Pferdemaler Wilhelm Meyerheim und der Marinemaler Hermann Meyerheim. Friedrich Eduard Meyerheims Söhne, seine Cousins, waren die Maler Franz Meyerheim und Paul Friedrich Meyerheim. Ein weiterer Cousin, der Sohn seines Onkels Wilhelm, war der Maler Paul Wilhelm Meyerheim.
1865 wurde Meyerheim als Stipendiat der Friedensgesellschaft zu Danzig genannt. 1866 ging er nach Karlsruhe auf die Großherzoglich Badische Kunstschule, wo er bis 1867 bei Hans Fredrik Gude studierte. Anschließend besuchte er die Kunstakademie Düsseldorf. Dort vertiefte er in den Jahren 1868 bis 1870 in der Klasse von Oswald Achenbach die Landschaftsmalerei. In Düsseldorf, wo er unter anderem mit Gregor von Bochmann verkehrte, unterhielt er für einige Zeit ein Atelier, in dem er Josef Arbesser von Rastburg, Hugo Darnaut und Friederike Vogel unterrichtete. In den 1870er Jahren wanderte er nach Großbritannien aus, wo er seit 1876 in London und seit 1894 in Horsham (Wimblehurst Road) wohnte. Dort war er auch als Miniaturmaler tätig.

## Werke (Auswahl)
- Kiefernwald, 1864/1865
- Strand bei Brösen, 1864/1865
- Die Nonnenkirche zu Danzig, 1864/1865[5]
- Die Lange Brücke mit dem Frauentor zu Danzig, Berliner Akademieausstellung 1866[6]
- Poggenpfuhlstraße in Danzig, um 1870, Kunstforum Ostdeutsche Galerie, Regensburg[7]
- Kinder am Dorfweiher, 1876
- A Pastoral, 1870er Jahre, Museums Sheffield
- The Goose Girl, 1870er Jahre, Museums Sheffield[8]